# جواد خادم
جواد خادم احمدآبادی با علی برات (زاده ۱۳۱۹ در مشهد) آخرین وزیر مسکن و شهرسازی حکومت پهلوی، و جوان‌ترین عضو کابینه شاپور بختیار بود. او که دارای مدرک مهندسی ساختمان از انگلستان بود تا پیش از وزارت تمامی فعالیت‌های خود را در بخش خصوصی گذرانده بود و برای مدتی نیز شرکت پیمان‌کاری داشت.
آخرین سمت جواد خادم پیش از وزارت، مدیریت گروه صنعتی آکام بود. وی نماینده شاپور بختیار در کودتای نوژه بود و به همراه پدرش ابوالقاسم خادم، پرویز قادسی، رضا حاج مرزبان، سعید تیموری و پرویز شیبانی در شاخه سیاسی عملیات نقاب (کودتای نوژه) فعالیت می‌کردند.
در حال حاضر همچنان فعالیت‌های سیاسی می‌کند و اخیراً مقالات او در مورد شاپور بختیار بحث‌های زیادی را برانگیخته است. او در عین حال بنیان‌گذار جنبش اتحاد برای دموکراسی هم هست. وی مدعی است که شاپور بختیار با کمک اسرائیل از ایران خارج شده است.